# عبارة آسرة

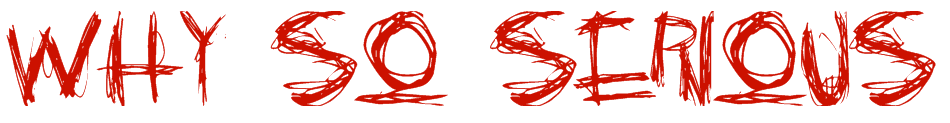
لم كل هذا الجد؟: شعار جوكر هو عبارة آسرة تعكس فلسفة السخرية والتحدي للجدية

العبارة الآسرة هي عبارة أو تعبير يُعرف بنطقها المتكرر. يغلب أن تنشأ مثل هذه العبارات في الثقافة الشعبية والفنون تنتشر عبر الشفاه ومجموعة متنوعة من وسائل الإعلام (مثل الأفلام والإنترنت والأدب والنشر والتلفزيون والمذياع). يصبح بعضها علامة تجارية أو توقيعًا فعليًا أو حرفيًا للشخص أو الشخصية التي نشأت معها. يكثر في العبارات الآسرة أن تكون مضحكة وهي ليست طويلة أو منظمة لتكون مزحة في حد ذاتها. ومع ذلك يمكن أن تكون العبارة الآسرة (أو تصبح) جملة نكتة أو تذكير بنكتة سابقة.